# Discografia di Gentleman
Questa pagina contiene l'intera discografia di Gentleman.

## Album
- 1999 - Trodin On
- 2002 - Journey to Jah
- 2003 - Runaway EP
- 2003 - Gentleman and the Far East Band (Live CD/DVD)
- 2004 - Confidence
- 2007 - Another Intensity

## Singoli
- 1998 - Tabula Rasa (featuring Freundeskreis)
- 1999 - In the Heat of the Night
- 1999 - Jah Jah Never Fail
- 2002 - Dem Gone
- 2004 - Leave Us Alone
- 2003 - Widerstand (featuring Curse)
- 2003 - Rainy Days (featuring Tamika & Martin Jondo)
- 2004 - Superior
- 2004 - Isyankar (featuring Mustafa Sandal)
- 2005 - Intoxication
- 2005 - Send a Prayer
- 2005 - Why Cry (A Hungry Man Is an Angry Man) (featuring Afu-Ra)
- 2006 - On We go
- 2007 - Different Places